# Shaya Sar Shalom Nechmad
Shaya Sar Shalom Nechmad (18 maggio 2007) è una nuotatrice artistica israeliana.

## Palmarès
- Europei

Funchal 2025: bronzo nella gara a squadre (programma libero)
- Giochi europei

Cracovia 2023: oro nel programma libero combinato

### Coppa del Mondo
- 1 podio:
  - 1 terzo posto (1 nella gara a squadre)